# Novoceram
Novoceram est l'un des plus anciens producteurs de carrelage céramique de France. L'entreprise, fondée en 1863 et renommée en 1958 est basée dans la région Rhône-Alpes. Elle produit aujourd'hui des carreaux en grès cérame pour revêtements de sols. Novoceram fait partie du groupe Concorde depuis 2000. 
Novoceram, en termes d'entité, fête ses 150 années d'existence en 2013.

## Historique

### LeXIXesiècle
- 1863 : fondation de l'entreprise par Louis Boissonnet.
- 1865 : création des établissements Boissonnet. L'entreprise était à l'époque une poterie où étaient fabriqués des objets d'art et de la vaisselle en grès émaillé.

### LeXXesiècle

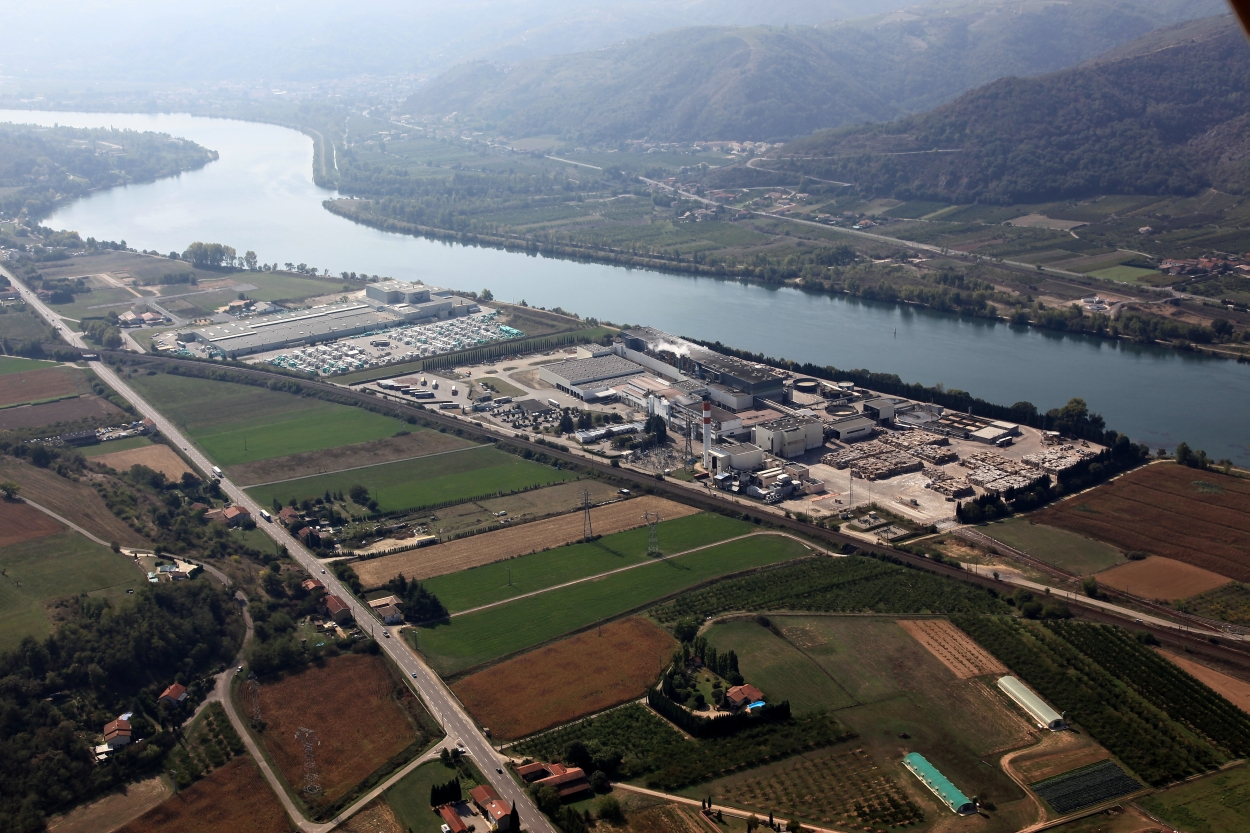
ZAE les Ortis - Laveyron

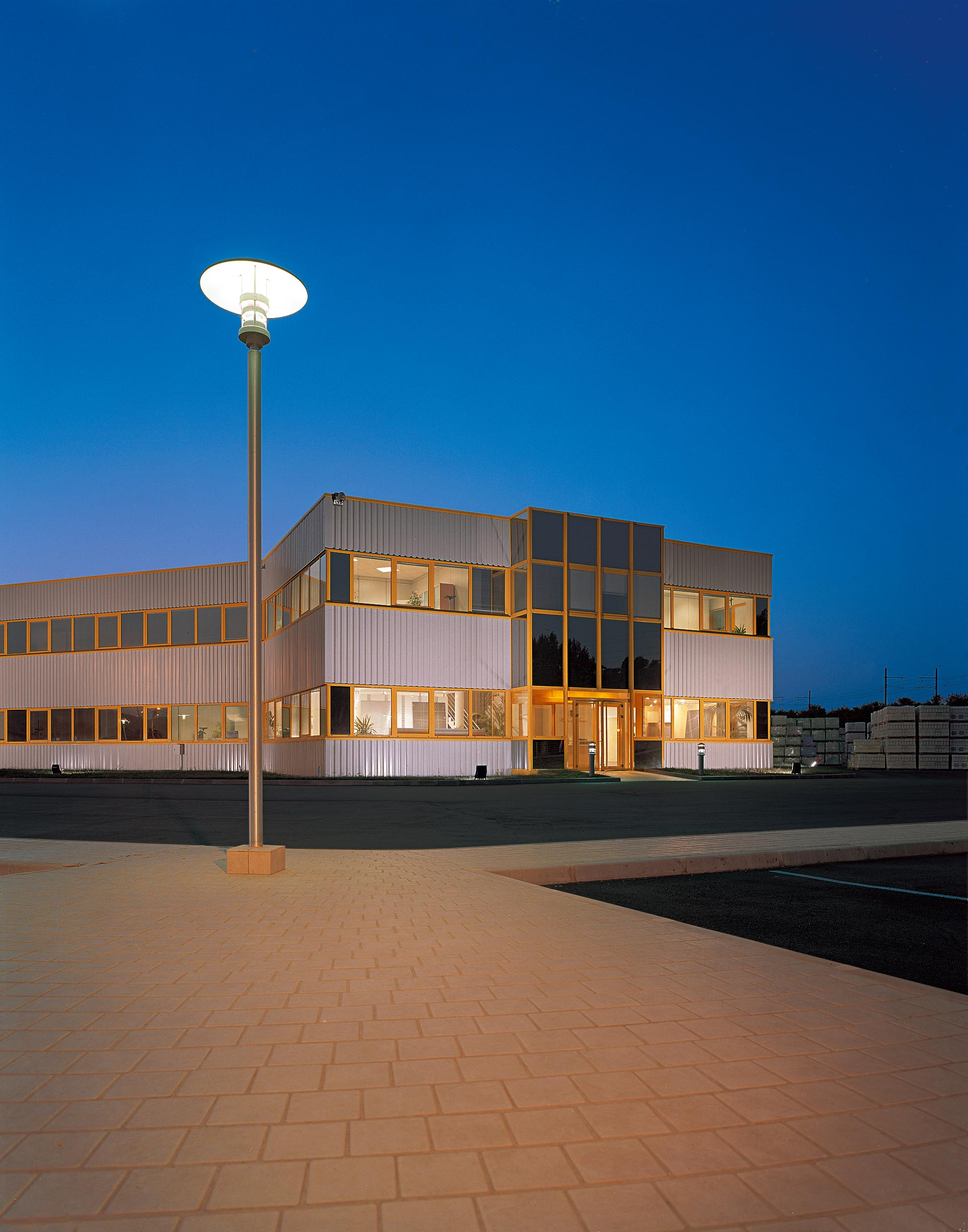
Siège de Novoceram à Saint-Vallier-sur-Rhône

- 1918 : Alexis succède à son père Louis Boissonnet. Alexis et son beau frère Francisco Ouer décident de compléter la production des établissements Boissonnet par la céramique architecturale.
- 1933 : Louis (portant le même prénom que son grand-père), succède à son père Alexis Boissonnet.
- 1935 : l'entreprise se tourne vers la production de carrelages mosaïque en grès cérame émaillé.
- 1956 : dépôt du brevet du four continu en monocuisson.
- 1958 : la société Novoceram est créée[4].
- 1962 : dépôt du brevet pour la fabrication de mosaïque en grès.
- 1965 : dépôt du brevet de presse hydraulique.
- 1975 : dépôt du brevet de composition céramique pour la composition de grands formats.
- 1970 : Jean-Louis Boissonnet succède à son père. Achat des établissements Baboin pour le stockage et les expéditions, la capacité de l'usine passe à 350 000 m2 par an.
- 1980 : l'entreprise modernise son outil de production en adoptant la cuisson rapide en 1 heure dans un four continu et s'oriente vers la production de carreaux de grands formats pour le sol.
- 1986 : Novoceram rachète à Bourg-Saint-Andéol, une usine du groupe des établissements Villeroy et Boch.
- 1994 : Novoceram concentre son activité dans le nouveau siège de Champblain situé dans la zone des Ortis à Saint-Vallier-sur-Rhône. L'unité de production comprend une usine entièrement automatisée qui produit des carreaux de grès cérame de 30x30 et 42,5x42,5[5].

### LeXXIesiècle
- 2000 : rachat de la société par le groupe italien Gruppo Concorde qui investit dans la modernisation et le développement de l'appareil de production.
- 2004 : l'entreprise ajoute dans sa gamme des formats divers, depuis 30×30 cm jusqu’à 45×90 cm, pour une clientèle majoritairement situés en France et dans plusieurs pays européens[6].

## Gamme et produits

### Les catégories

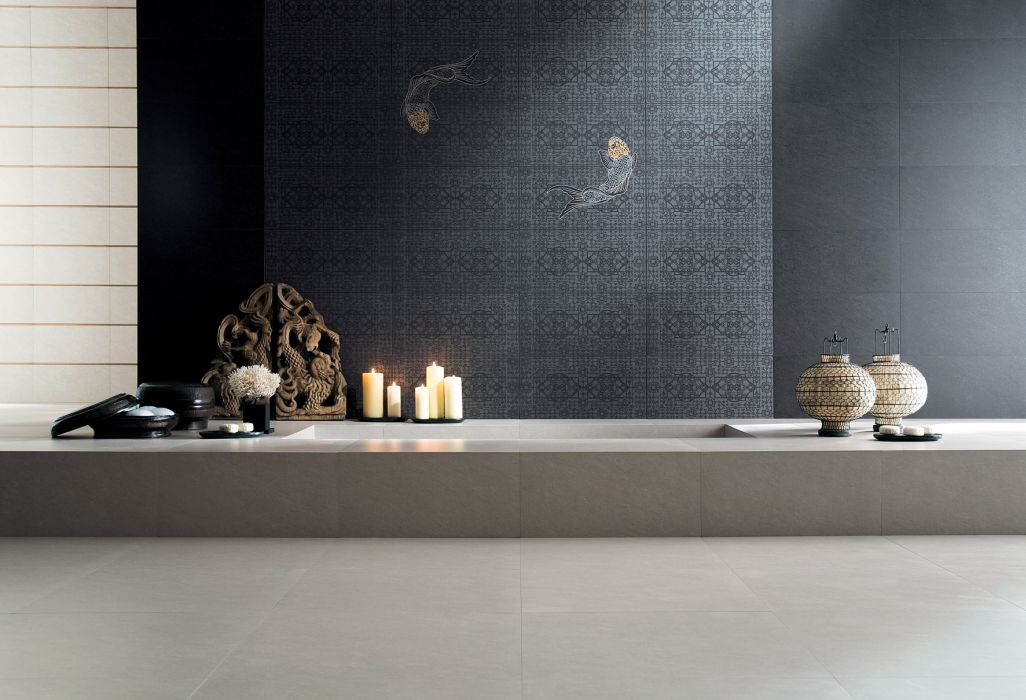
Novoceram Aquarium et Samsara

Novoceram propose différents produits et systèmes de pose :
- revêtements de sols
- revêtements de murs (faïence)
- sols flottants extérieurs

### Les technologies

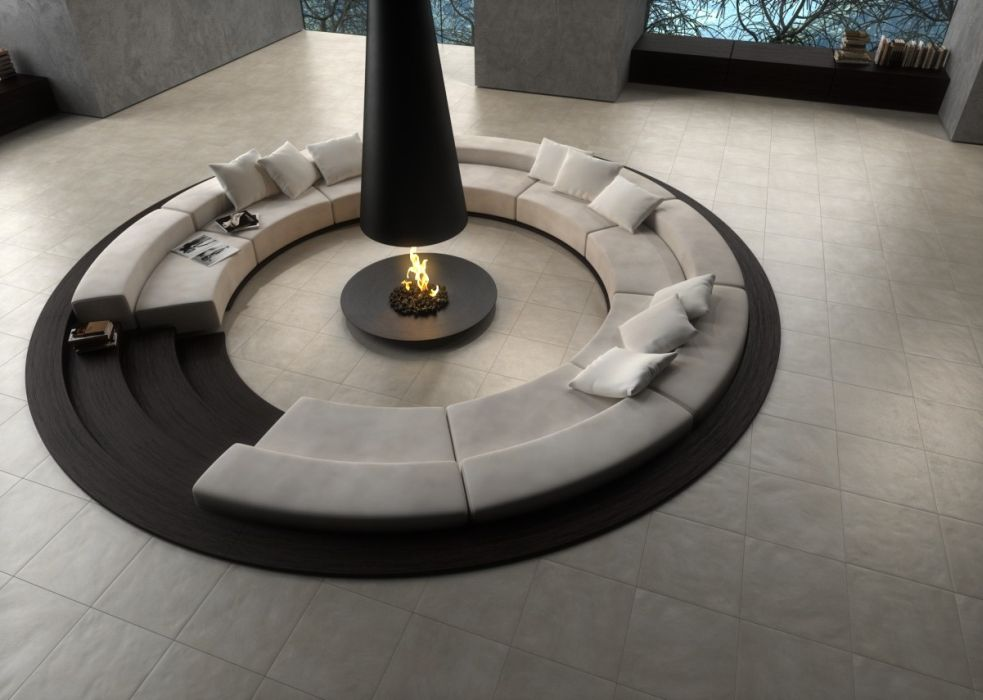
Novoceram Elixir

Novoceram utilise plusieurs technologies pour produire des carreaux de différentes finitions esthétiques et de performances techniques diverses :
- carrelage, grès, cérame coloré dans la masse
- carrelage, grès, cérame émaillé
- carrelage, grès, cérame technique
- monocuisson poreuse pour revêtement
- carrelage monocuisson

### Les formats

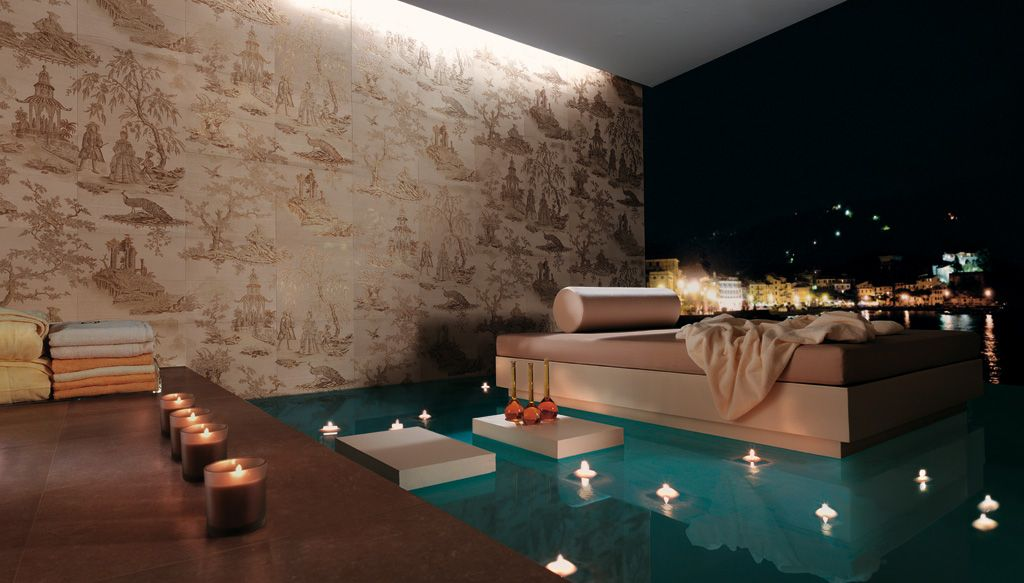
Novoceram Tresjouy

Novoceram propose ses carreaux dans différents formats du 20x20 cm au 120x120 cm en passant par le 45x45 cm, le 60x60 cm, le 45x90 cm et des dizaines d'autres formats. 
La qualité et le respect de l’environnement sont deux valeurs de Novoceram, comme le prouvent les certifications que l'entreprise a obtenues au cours des dernières années : 
- NF UPEC AFNOR (permettant de différencier les parties d'un bâtiment selon l'Usure à la marche et au Poinçonnement par les objets, le comportement à l'Eau et la résistance aux tâches Chimiques)Un lien direct vers le CSTB permet de connaitre en temps réel les véritables produits certifiés.Beaucoup de nos produits étant en cours de certification comme mentionnée dans nos catalogues.
- 2007, Ecolabel [8],[9]
- 2009, ISO 9001 : 2001
- 2010, ISO 14001 : 2004 [10]
- 2011, ISO 9001 : 2008